# Pęzino (przystanek kolejowy)
Pęzino – przystanek kolejowy w Pęzinie, w województwie zachodniopomorskim, w Polsce.

## Ruch pasażerski
| Rok  | Wymiana pasażerska na dobę |
| ---- | -------------------------- |
| 2017 | 20-49                      |
| 2022 | 20-49                      |

## Połączenia
- Kalisz Pomorski
- Stargard
- Szczecin
- Piła
- Wałcz